# Disphragis aemula
Disphragis aemula är en fjärilsart som beskrevs av William Schaus 1906. Disphragis aemula ingår i släktet Disphragis och familjen tandspinnare. Inga underarter finns listade i Catalogue of Life.